# Musique dada
La musique Dada tient une place importante au sein du mouvement Dada. Selon Peter Dayan, professeur de word and music studies à l'Université d’Édimbourg, elle se trouve au cœur de la théorie et des expérimentations dadaïstes, malgré le préjugé selon lequel Dada serait avant tout bruyant et amusical. Pour Cécile Reynaud, conservatrice à la Bibliothèque nationale de France, « bruitisme, poésie phonétique, ou œuvres plus élaborées, la dimension sonore ne pouvait être absente de l'aventure dada, cette utopie d'une création totale. ». Cette présence de la musique dans le mouvement prend plusieurs formes : tout d'abord, souvent jouée au piano, la musique a joué un rôle central dans les manifestations Dada, depuis les premières à Zurich, jusqu'aux dernières à Paris et au Pays-Bas. Ensuite, elle trouve sa place au sein des expérimentations poétiques dadaïstes, sous la forme de poèmes sonores, faisant par exemple usage de l'onomatopée. Enfin, il existe un véritable répertoires de compositions dadaïstes. Même si ces compositions, telles celles de Hans Heusser, sont rares, elles sont accompagnées par celles de musiciens proches de l'esprit dada tels que Darius Milhaud, Georges Auric, Francis Poulenc, Germaine Tailleferre et surtout Erik Satie.

## La musique accompagnant les manifestations Dada
Jouée au piano, la musique, notamment celle d'Arnold Schoenberg et d'Erik Satie, a joué un rôle central dans les soirées Dada, depuis les premières à Zurich, jusqu'aux dernières à Paris et aux Pays-Bas.
La musique joue un grand rôle dans les soirées Dada au Cabaret Voltaire à Zurich. Hugo Ball, ainsi qu'un certain nombre des pianistes professionnels, y jouent au piano des œuvres de Reger, Liszt, Debussy, Scriabin, Rachmaninoff et Saint-Saëns,. Malgré l'intérêt porté à une musique qui utilise l'atonalité et la dissonance, ces soirées ne font pas entendre une musique en soi iconoclaste. En revanche, parmi les soirées Dada organisées à Zurich après la fermeture du cabaret Voltaire, l'une d'entre elles est consacrée au pianiste et compositeur Hans Heusser. Ce dernier élabore une performance totalement iconoclaste. Ses compostions pour piano, harmonium et voix évitent les harmonies traditionnelles, sont très rythmiques, se réfèrent à des cultures prétendument primitives, sont marquées par des dissonances grinçantes

## La musique dans la poésie dadaïste

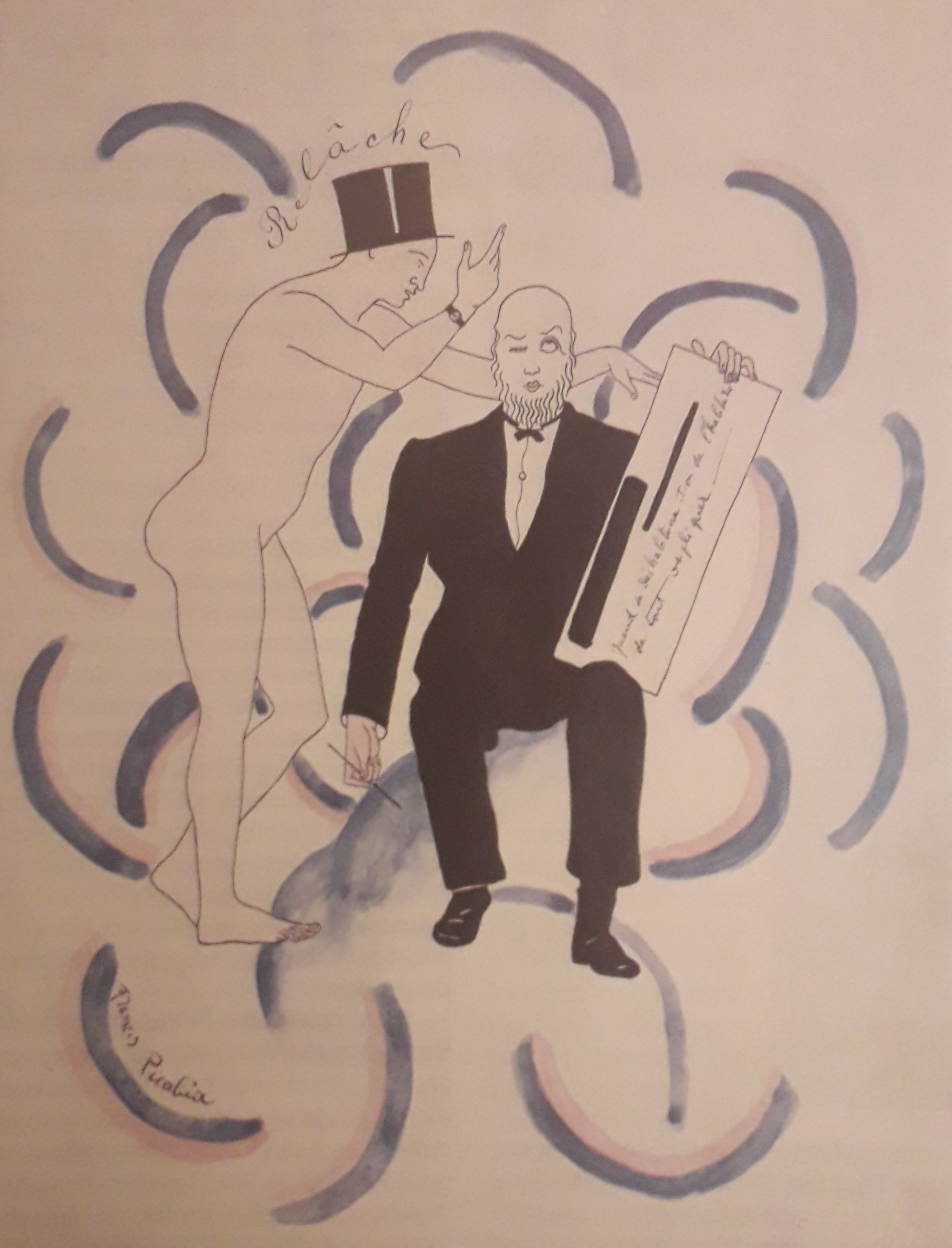
Relâche, 1924. Couverture du programme de la première du ballet au Théâtre des Champs Élysées. Aquarelle de Francis Picabia

## Les compositions musicales dadaïstes
Les collaborations entre compositeurs et le mouvement dada ont rarement pris la forme de créations originales, à la notable exception de Relâche, ballet de Francis Picabia et Erik Satie donné au théâtre des Champs-Élysées.

## Sources
- (en) Peter Dayan, « Why the music of Satie is the only genuine music of Paris Dada », Hugo-Ball-Almanach, vol. 8 (nouvelle série),‎ 2017, p. 148-161
- (en) Peter Dayan, The Music of Dada : A lesson in intermediality for our times, Londres, Routledge, 2018 (ISBN 9781351031745, DOI https://doi.org/10.4324/9781351031745)
- (en) Paul Ingram, « Songs, Anti-Symphonies and Sodomist Music: Dadaist Music in Zurich, Berlin and Paris », Dada/Surrealism, no 21,‎ 2017
- (en) Paul Ingram, « Adorno, Dada, and Music », dans Music, the Avant-Garde, and Counterculture: Invisible Republics, Springer Nature Switzerland, 2024, p. 29-42
- (en) Rudolf Klein et Kurt Blaukopf, « Dada and Music », dans Willy Verkauf, Dada: Monograph of a Movement, Londres, Academy Editions, 1957, p. 53-56
- (en) Leigh Landy, « Duchamp, Dada Composer and his Vast Influence on Post-World War II Avant-Garde Music », Avant-Garde 2,‎ 1989, p. 131-44
- (en) Peter Dayan, « The Inaudible Music of Dada », dans Werner Wolf et Walter Bernhart, Silence and Absence in Literature and Music, Brill, coll. « Word and Music Studies » (no 15), 2016 (ISBN 978-90-04-31485-6, DOI https://doi.org/10.1163/9789004314863)
- (en) Ariel Alvarez, « Dada and Music: Tackling Musical Conventions », Journal of Comparative Literature and Aesthetics, vol. 45, no 2 (Suppl.),‎ 2022, p. 54-66
- Sébastien Arfouilloux, « La Musique aux temps de Dada », dans Henri Béhar et Catherine Dufour, Dada circuit total, Lausanne, L’Âge d’Homme, 2005
- Cécile Reynaud, « Des mots et des sons », TDC, no 901 « Dada »,‎ octobre 2005 (ISSN 0395-6601)